# Lê Văn Sỹ (bác sĩ)
Lê Văn Sỹ (sinh ngày 18 tháng 7 năm 1964) là một bác sĩ và chính trị gia người Việt Nam. Ông hiện là đại biểu quốc hội Việt Nam khóa XIV nhiệm kì 2016-2021, thuộc đoàn đại biểu quốc hội tỉnh Thanh Hóa, Giám đốc Bệnh viện Đa khoa tỉnh Thanh Hóa. Ông đã trúng cử đại biểu quốc hội năm 2016 ở đơn vị bầu cử số 4, tỉnh Thanh Hóa (gồm có các huyện Triệu Sơn, Thiệu Hóa, Yên Định, Thọ Xuân) với tỉ lệ 77,90% số phiếu hợp lệ.

## Xuất thân
Lê Văn Sỹ sinh ngày 18 tháng 7 năm 1964 quê quán ở xã Hoằng Đại, thành phố Thanh Hóa, tỉnh Thanh Hoá.

## Giáo dục
- Giáo dục phổ thông: 10/10
- Đại học Y Hà Nội chuyên khoa Nhi
- Thạc sĩ Y khoa
- Bác sĩ chuyên khoa cấp 2
- Cao cấp lí luận chính trị

## Sự nghiệp
Ông gia nhập Đảng Cộng sản Việt Nam vào ngày 26/3/1987.
Khi ứng cử đại biểu Quốc hội Việt Nam khóa XIV vào tháng 5 năm 2016 ông đang là Đảng ủy viên Khối các cơ quan tỉnh, Phó Bí thư Đảng ủy, Giám
đốc Bệnh viện Đa khoa tỉnh Thanh Hóa kiêm Giám đốc Trung tâm pháp y tỉnh Thanh Hóa.
Ông hiện là Giám đốc Bệnh viện Đa khoa tỉnh Thanh Hóa
Ông đang làm việc ở Bệnh viện Đa khoa tỉnh Thanh Hóa.